# Psychopsis papilio
 Psychopsis papilio   es una especie de orquídea  también llamada Orquídea Mariposa.  Es originaria de Centroamérica.

## Descripción
Psychopsis papilio es una orquídea epífita con pseudobulbos cilíndricos aplastados lateralmente de los que salen apicalmente dos hojas coriáceas carnosas, en su centro emergen dos varas florales con flores de gran tamaño de color amarillo dorado con manchas color púrpura en bandas en los sépalos y en el labelo cuyos bordes están formando pliegues.

Requiere un medio bien drenado con riegos abundantes mientras se desarrolla y más seco cuando se han formado los nuevos pseudobulbos.

## Distribución y hábitat
Esta especie es oriunda de Centroamérica y en Trinidad. Esta Orquídea es de desarrollo semiterrestre. Zona de clima húmedo cálido de tierras entre nivel del mar y 1700 metros de altitud con luz fuerte y floreciendo en los meses de temporada seca del bosque.

## Cultivo
Tiene preferencia de mucha claridad o con sombra moderada. Para cultivar se debe plantar en un tronco con la base recta no muy largo, para que se pueda mantener en pie y se coloca la orquídea atada a un costado de este.

Se pueden poner en el exterior como los Cymbidium para forzar la floración. En su desarrollo necesita riegos frecuentes, pero cuando llega a la madurez hay que espaciarlos hasta dejarlos en casi nada.

## Etimología
Estas orquídeas Oncidium se agrupan dentro de las llamadas de Oreja de mulo.

El nombre científico proviene del griego Oncidium = "hinchazón", "tubérculo" y papilio por la apariencia general de la flor como una mariposa.

### Sinonimia
- Oncidium papilio Lindl., Bot. Reg. 11: t. 910 (1825).
- Psychopsis picta Raf., Fl. Tellur. 4: 40 (1838).
- Psychopsis latourae (Broadway) H.G.Jones, Bol. Soc. Portug. Ci. Nat. 16: 77 (1976).
- Psychopsis papilio var. latourae (Broadway) Lückel & Braem, Orchidee (Hamburg) 33: 6 (1982).
- Psychopsis papilio var. albiflora (Rchb.f. ex Lindl.) Lückel & Jenny, Orchidee (Hamburg) 50: 47 (1999).
- Psychopsis papilio f. latourae (Broadway) Lückel & Jenny, Orchidee (Hamburg) 50: 47 (1999).[1]